# Kemalla
Kemalla of Quemalla is een plaats in het departement Oruro, Bolivia. Het is naar aantal inwoners de zesde grootste plaats van de gemeente Caracollo, gelegen in de Cercado provincie.

## Bevolking
| Jaar | Populatie |
| ---- | --------- |
| 1992 | 155       |
| 2001 | 355       |
| 2012 | 428       |